# Nelis van Lubeck
Cornelius (Nelis) van Lubeck (Brunssum, 13 april 1919 – 18 november 1976) was een Nederlands voetballer die zijn gehele loopbaan uitkwam voor SV Limburgia. Hij werd in 1950 landskampioen met de mijnwerkersclub. 

## Loopbaan

### Beginjaren
Zijn beide ouders waren van Duitse komaf. Vader Cornelius van Lübeck, mijnwerker van beroep, werd geboren in Hubbelrath een stadswijk van Düsseldorf. Moeder Anna Maria Kotterheidt kwam van stadsdeel Kupferdreh uit Essen. Hun oudste zoon Walter werd in 1915 in Essen, stadsdeel Heisingen, geboren. Daarna verhuisde de familie naar Brunssum waar Nelis als tweede kind in het gezin op de wereld kwam.
De familienaam veranderde in Van Lubeck zonder Umlaut. ‘Zonder puntjes op de u … we zijn echte Nederlanders’, zei hij in oktober 1949 in een interview in De Volkskrant.
Als twaalfjarige werd hij in 1932 lid van Sportvereniging Staatsmijn Hendrik. De clubnaam wijzigde in 1936 in Limburgia. Hij maakte als zestienjarige zijn debuut in het eerste elftal. Een seizoen later volgde zijn twee jaar jongere broer Hens. Tot begin jaren veertig speelden de drie broers samen in het eerste elftal. Totdat Walter door een knieblessure moest afhaken. Nelis was een aanvaller die op de binnenplaatsen en later als linksbuiten speelde. 

### Promotie
Na het kampioenschap in de Tweede klasse in 1939 bleef Limburgia in de zes nacompetitieduels ongeslagen. Nelis van Lubeck verrichtte een hattrick tegen Middelburg (3-1) en scoorde het ene doelpunt in het beslissende duel op 11 juni met Bleijerheide (1-1) waardoor promotie naar de Eerste klasse een feit was.

### Debuut Eerste klasse
In het debuutseizoen 1939/40 was de tiende plaats voldoende voor handhaving. Het tweede jaar op het hoogste plan verliep lastiger. De eerste tien duels leverden slechts een punt op. Rond de jaarwisseling werden twee versterkingen uit Amsterdam binnengehaald: de aanvallers Arie Bartens van Watergraafsmeer en Jan van der Wouden van DWS. Van Lubeck was door hun komst niet altijd zeker meer van een basisplaats. Limburgia presteerde in de tweede competitiehelft beter maar eindigde toch als laatste na een vreemd slot. Het kelderduel met Roermond op de voorlaatste speeldag, 20 april 1941, ging met 1-2 verloren. Omdat Roermond een ongerechtigde speler had opgesteld, moest het duel worden overgespeeld. Dit gebeurde op 18 mei en Roermond won opnieuw, ditmaal met 0-1. Limburgia moest als nummer laatst met vier clubs de nacompetitie in om degradatie af te wenden. Dat lukte niet. De Brunssumse ploeg won zes van de acht duels maar kwam een punt tekort op winnaar Picus dat de plek van Limburgia in de Eerste klasse overnam.

### Elftal krijgt vorm
De twee broers Van Lubeck waren in de jaren dertig de eerste spelers die zich aandienden van het kampioenselftal van 1950. Keeper Sjra Jacobs van Rumpen en middenvelder Willy Groen waren in 1940 de volgende twee. Groen, aanvoerder in 1950, begon bij Hoensbroek en speelde in de late jaren dertig voor VV Ede waar hij in militaire dienst was. Verdediger en mijnwerker Jan van Huizen kwam in 1942 over van RFC Roermond. Uit de eigen jeugd braken Piet Bruist, Frits Cox en Frits de Graaf door. Het succeselftal kreeg tijdens de oorlogsperiode steeds meer vorm.
Limburgia speelde drie jaar in de Tweede klasse. In het seizoen 1943/44 werd de club kampioen en speelde nacompetitie voor promotie tegen VV Goes, TSC, Sittardse Boys en VVV. Op pinksterzaterdag 27 mei stelde Limburgia promotie veilig door de 5-0 zege op Goes met Frans de Munck in het doel. De terugkeer in de Eerste klasse liet een jaar op zich wachten want in het laatste oorlogsjaar 1944/45 lag de competitie stil.

### Na de oorlog
Limburgia maakte na de oorlog zijn rentree in de hoogste voetbalklasse. De club was aanvallend versterkt door de komst van topschutter Toon Visser van Tubantia en de doorbraak van de 19-jarige Frits de Graaf. Limburgia was in een titelstrijd verwikkeld met MVV en greep het kampioenschap met een punt voorsprong. Nelis van Lubeck stond in de slotfase enkele weken buitenspel door een sleutelbeenbreuk. Bij de start van de kampioenscompetitie in juni 1946 was hij weer terug maar toen vertoefde zijn broer Hens, de steunpilaar in de defensie, in de lappenmand. Limburgia kon niet echt meestrijden om de landstitel en eindigde als zesde en laatste.
Na de vierde plaats in 1947 en de zesde plek in 1948, streed Limburgia in het seizoen 1948/49 weer mee om de titel. De beslissing viel na een nek-aan-nekrace met regerend landskampioen BVV op de laatste speeldag. BVV won met 7-0 terwijl Limburgia met 1-2 verloor van VVV en in die wedstrijd twee strafschoppen miste. Van Lubeck scoorde dat seizoen veertien keer, twee minder dan topscorer De Graaf. 

### Kampioensjaar
Het seizoen 1949/50 begon voor Limburgia in mineur. De club verloor de eerste twee duels en raakte in de derde wedstrijd, op 25 september tegen Sittardse Boys, Frits de Graaf kwijt. De talentvolle aanvaller viel uit met een knieblessure en stond vier maanden buitenspel. Ondanks die tegenslagen zette Limburgia een zegereeks in en achterhaalde in november al koploper PSV. Door de 2-1 zege in de topper op 27 november kwam Limburgia aan kop. PSV bleef in het spoor ondanks dat Limburgia ook de tweede ontmoeting, op 8 januari 1950 in Eindhoven, met 2-1 won.
Aan het einde van de competitie stonden beide clubs gelijk aan kop waardoor een beslissingswedstrijd nodig was. Die werd gespeeld in stadion De Kraal in Venlo op zondag 26 maart. Voor de derde keer dit seizoen trok Limburgia aan het langste eind en won opnieuw met 2-1.

### Landstitel
Nelis van Lubeck, die ook uitkwam voor het Mijnstreek- en Limburgs elftal, speelde in het kampioensjaar alle wedstrijden mee. In de reguliere competitie scoorde hij vier keer. In de kampioenscompetitie bereikte de 31-jarige routinier met zijn teamgenoten een topvorm. Van Lubeck scoorde zeven keer in tien duels. Na een aarzelende start wonnen de Limburgers vijf keer op rij. Op de achtste speeldag op 4 juni 1950 versloeg Limburgia de grootste concurrent Blauw Wit met 6-2. Van Lubeck en De Graaf scoorden ieder drie keer.
De uitwedstrijd tegen Heerenveen ging op 17 juni met 5-3 verloren door onder andere twee treffers van Abe Lenstra. Limburgia hield door dit verlies van haar voorsprong nog een punt over. De beslissing viel in de laatste speelronde waarin Limburgia op bezoek ging bij het al uitgeschakelde Ajax. Op zaterdag 24 juni won de Zuid-Limburgse club deze legendarische wedstrijd met 0-6 waardoor de landstitel binnen was.

### Uit het elftal
Limburgia was de eerste landskampioen uit Limburg. Na het glorieuze seizoen 1949/50 viel het elftal langzaamaan uit elkaar. Stopperspil Hens van Lubeck was de eerste die afviel, hij stopte halverwege het seizoen 1950/51. Nelis van Lubeck kwam in dat seizoen tot zes optredens in de hoofdmacht. Na de 7-0 nederlaag bij Eindhoven op 17 september 1950 werd hij uit het elftal gezet. Ook in het seizoen 1951/52 speelde hij weinig om een jaar later helemaal niet meer in actie te komen. Volgens De Volkskrant was hij geen schaduw meer van de gevaarlijke vleugelspeler van het kampioensjaar.

### Comeback
In oktober 1953 keerde hij na anderhalf jaar afwezigheid terug in het eerste elftal. De meeste spelers uit het kampioensjaar waren gestopt en het verjongde team kon nog net boven de degradatiestreep eindigen. Na de komst van het beroepsvoetbal in 1954 speelde hij nog twee seizoenen als profvoetballer. In zijn afscheidsjaar was Limburgia heel dicht bij het bereiken van de nieuwe Eredivisie. De club kwam een punt tekort. Van Lubeck speelde zijn laatste wedstrijd voor Limburgia op 10 juni 1956, uit tegen Sparta dat door de 1-0 zege kampioen werd van de Hoofdklasse A.

### Amateurs
Na een halfjaar trok hij toch weer zijn voetbalschoenen aan. Hij kreeg in januari 1957 overschrijving naar vierdeklasser SV Langeberg waar zijn broer Hens de trainer was.. De Brunssumse club promoveerde in 1958 naar de Derde klasse. Op 1 september 1958 nam hij afscheid met een huldigingswedstrijd. Een paar maanden later keerde hij toch weer terug in het elftal om als 41-jarige in 1960 definitief te stoppen.
Hij richtte zich op het trainerschap en behaalde in 1964 het diploma Oefenmeester-B in Zeist.
Hij moest om gezondheidsredenen in 1973 zijn taak als trainer neerleggen.
Hij was van beroep ondergronds schachthouwer in de mijnen. De laatste jaren was hij kantinebeheerder bij voetbalvereniging Langeberg tot aan zijn overlijden op 57-jarige leeftijd in november 1976.

## Clubstatistieken
| Seizoen | Club            | Land            | Competitie                   | Competitie      | Competitie      | Beker           | Beker           | Internationaal  | Internationaal  | Overig          | Overig          | Totaal          | Totaal          |
| Seizoen | Club            | Land            | Competitie                   | Wed.            | Dlp.            | Wed.            | Dlp.            | Wed.            | Dlp.            | Wed.            | Dlp.            | Wed.            | Dlp.            |
| ------- | --------------- | --------------- | ---------------------------- | --------------- | --------------- | --------------- | --------------- | --------------- | --------------- | --------------- | --------------- | --------------- | --------------- |
| 1936/37 | SV Limburgia    | Nederland       | Tweede klasse C Zuid         | ?               | ?               | –               | 0               | 0               | 0               | 0               | 0               | ?               | ?               |
| 1937/38 | Limburgia       | Nederland       | Tweede klasse C Zuid         | ?               | ?               | –               | 0               | 0               | 0               | 0               | 0               | ?               | ?               |
| 1938/39 | Limburgia       | Nederland       | Tweede klasse C Zuid         | 18              | 8               | –               | 0               | 0               | 0               | 6               | 4               | 24              | 12              |
| 1939/40 | Limburgia       | Nederland       | Eerste klasse Zuid           | 16              | 4               | –               | 0               | 0               | 0               | 0               | 0               | 16              | 4               |
| 1940/41 | Limburgia       | Nederland       | Eerste klasse Zuid           | 13              | 1               | –               | 0               | 0               | 0               | 8               | 4               | 21              | 5               |
| 1941/42 | Limburgia       | Nederland       | Tweede klasse A Zuid II      | ?               | ?               | –               | 0               | 0               | 0               | 0               | 0               | ?               | ?               |
| 1942/43 | Limburgia       | Nederland       | Tweede klasse A Zuid II      | ?               | ?               | –               | 0               | 0               | 0               | 0               | 0               | ?               | ?               |
| 1943/44 | Limburgia       | Nederland       | Tweede klasse A Zuid II      | ?               | ?               | –               | 0               | 0               | 0               | 0               | 0               | ?               | ?               |
| 1944/45 | Geen competitie | Geen competitie | Geen competitie              | Geen competitie | Geen competitie | Geen competitie | Geen competitie | Geen competitie | Geen competitie | Geen competitie | Geen competitie | Geen competitie | Geen competitie |
| 1945/46 | Limburgia       | Nederland       | Eerste klasse Zuid II        | 17              | 6               | –               | 0               | 0               | 0               | 10              | 1               | 27              | 7               |
| 1946/47 | Limburgia       | Nederland       | Eerste klasse Zuid II        | 20              | 10              | –               | 0               | 0               | 0               | 0               | 0               | 20              | 10              |
| 1947/48 | Limburgia       | Nederland       | Eerste klasse Zuid I         | 20              | 7               | –               | 0               | 0               | 0               | 0               | 0               | 20              | 7               |
| 1948/49 | Limburgia       | Nederland       | Eerste klasse Zuid I         | 18              | 14              | –               | 0               | 0               | 0               | 0               | 0               | 18              | 14              |
| 1949/50 | Limburgia       | Nederland       | Eerste klasse Zuid I         | 18              | 4               | –               | 0               | 0               | 0               | 11              | 7               | 29              | 11              |
| 1950/51 | Limburgia       | Nederland       | Eerste klasse E              | 6               | 2               | –               | 0               | 0               | 0               | 0               | 0               | 6               | 2               |
| 1951/52 | Limburgia       | Nederland       | Eerste klasse D              | 9               | 3               | –               | 0               | 0               | 0               | 0               | 0               | 9               | 3               |
| 1952/53 | Limburgia       | Nederland       | Eerste klasse D              | 0               | 0               | –               | 0               | 0               | 0               | 0               | 0               | 0               | 0               |
| 1953/54 | Limburgia       | Nederland       | Eerste klasse D              | 20              | 5               | –               | 0               | 0               | 0               | 0               | 0               | 20              | 5               |
| 1954/55 | Limburgia       | Nederland       | Eerste klasse C (afgebroken) | 10              | 3               | –               | –               | 0               | 0               | 0               | 0               | 10              | 3               |
| 1954/55 | Limburgia       | Nederland       | Eerste klasse C              | 26              | 6               | –               | –               | 0               | 0               | 0               | 0               | 26              | 6               |
| 1955/56 | Limburgia       | Nederland       | Hoofdklasse A                | 10              | 4               | –               | –               | 0               | 0               | 0               | 0               | 10              | 4               |
| Totaal  | Totaal          | Totaal          | Totaal                       | 221             | 77              | 0               | 0               | 0               | 0               | 35              | 16              | 256             | 93              |